# Phillip Blond
Phillip Blond (Liverpool, 1 de març de 1966), és un pensador polític i teòleg britànic i creador del think tank ResPublica. El seu llibre Red Tory, publicat el 2011, aposta per una tercera via conservadora, per retornar el poder a la societat. Un compendi d'idees que proporciona per mitjà del think tank Res Publica a l'Executiu de Cameron.

## Obres
- Post-Secular Philosophy: Between Philosophy and Theology (London: Routledge, 1998)
- Red Tory: How Left and Right Have Broken Britain and How We Can Fix It (London: Faber, 2010)